# Ivan Andreadis
Ivan Andreadis, född den 3 april 1924, död 27 oktober 1992 i Prag, var en tjeckoslovakisk bordtennisspelare och världsmästare i dubbel, mixed dubbel och lag. 
Andreadis spelade sitt första VM 1936, tog sin första medalj 1947, och 27 år senare spelade han sitt 13:e och sista VM år 1963. Under sin karriär tog han 27 medaljer i Bordtennis-VM; 9 guld, 10 silver och 8 brons. 
Han spelade två VM-finaler i singel (1951 och 1953) men lyckades inte vinna någon av dem. I dubbel lyckades han bättre och vann fyra guld i herrdubbel (med Frantisek Tokar 1949, Bohumil Váňa 1951 och Ladislav Štípek 1955 och 1957) och en i mixed dubbel (med Gizella Farkas 1954) .

## Halls of Fame
- 1995 valdes han in i International Table Tennis Foundation Hall of Fame.

## Meriter
- Bordtennis VM
  - 1947 i Paris
    - 1:a plats med det tjeckoslovakiska laget

  - 1948 i London
    - 3:e plats singel
    - 1:a plats med det tjeckoslovakiska laget

  - 1949 i Stockholm
    - 1:a plats dubbel (med Frantisek Tokar)
    - 2:a plats med det tjeckoslovakiska laget

  - 1950 i Budapest
    - 3:e plats singel
    - 2:a plats dubbel (med Frantisek Tokar)
    - 3:e plats mixed dubbel (med Angelica Rozeanu)
    - 1:a plats med det tjeckoslovakiska laget

  - 1951 i Wien
    - 2:a plats singel
    - 1:a plats dubbel (med Bohumil Váňa)
    - 1:a plats med det tjeckoslovakiska laget

  - 1953 i Bukarest
    - 2:a plats singel
    - 3:e plats dubbel (med Bohumil Váňa)
    - 3:e plats med det tjeckoslovakiska laget

  - 1954 i London
    - 3:e plats singel
    - 1:a plats mixed dubbel (med Gizella Farkas)
    - 2:a plats med det tjeckoslovakiska laget

  - 1955 i Utrecht
    - 1:a plats dubbel (med Ladislav Štípek)
    - 2:a plats med det tjeckoslovakiska laget

  - 1956 i Tokyo
    - 2:a plats dubbel (med Ladislav Štípek)
    - 2:a plats mixed dubbel (med Ann Haydon)
    - 2:a plats med det tjeckoslovakiska laget

  - 1957 i Stockholm
    - 3:e plats singel
    - 1:a plats dubbel (med Ladislav Štípek)
    - 2:a plats mixed dubbel (med Ann Haydon)
    - 3:e plats med det tjeckoslovakiska laget

  - 1963 i Prag
    - Kvartsfinal i dubbel